# كريستين أندرياس
كريستين أندرياس (بالإنجليزية: Christine Andreas)‏ هي مغنية وممثلة أمريكية، ولدت في 1 أكتوبر 1951 في كامدن في الولايات المتحدة. من الجوائز التي نالتها جائزة المسرح العالمي سنة 1976.

## أعمال

### مسلسلات
- عالم آخر

## جوائز وترشيحات
جوائز
- جائزة المسرح العالمي (1976)

ترشيحات
- جائزة توني عن فئة أفضل ممثلة في مسرحية موسيقية [الإنجليزية]‏ (1980)

## وصلات خارجية
- كريستين أندرياس على موقع IMDb (الإنجليزية)
- كريستين أندرياس على موقع ميوزك برينز (الإنجليزية)
- كريستين أندرياس على موقع قاعدة بيانات برودواي على الإنترنت (الإنجليزية)
- كريستين أندرياس على موقع ديسكوغز (الإنجليزية)
- كريستين أندرياس على موقع قاعدة بيانات الفيلم (الإنجليزية)